# Никулинская (Пермогорское сельское поселение)
Никулинская — деревня в Красноборском районе Архангельской области. Входит в состав Пермогорского сельского поселения.

## География
Находится в юго-восточной части Архангельской области на расстоянии приблизительно 17 км на запад-северо-запад по прямой от административного центра района села Красноборск на левобережье реки Северная Двина, прилегая с северо-запада к деревне Большая.

## История
В 1859 году здесь (деревня Сольвычегодского уезда Вологодской губернии) было учтено 4 двора.

## Население
Численность населения: 24 человека (1859 год), 8 (русские 100 %) в 2002 году, 13 в 2010.